# Джанкшен-Сіті (Кентуккі)
Джанкшен-Сіті (англ. Junction City) — місто (англ. city) в США, в окрузі Бойл штату Кентуккі. Населення — 2268 осіб (2020).

## Географія
Джанкшен-Сіті розташований за координатами 37°35′8″ пн. ш. 84°47′28″ зх. д. / 37.58556° пн. ш. 84.79111° зх. д. (37.585508, -84.791071).  За даними Бюро перепису населення США в 2010 році місто мало площу 4,79 км², з яких 4,78 км² — суходіл та 0,01 км² — водойми. В 2017 році площа становила 5,06 км², з яких 5,05 км² — суходіл та 0,01 км² — водойми.

## Демографія
Згідно з переписом 2010 року, у місті мешкала 2241 особа в 913 домогосподарствах у складі 623 родин. Густота населення становила 468 осіб/км².  Було 1009 помешкань (211/км²).
Расовий склад населення:
| - 95,7 % — білих - 1,8 % — чорних або афроамериканців - 0,2 % — корінних американців - 0,1 % — вихідців з тихоокеанських островів - 0,1 % — азіатів |

До двох чи більше рас належало 1,3 %. Частка іспаномовних становила 2,3 % від усіх жителів.
За віковим діапазоном населення розподілялося таким чином: 25,3 % — особи молодші 18 років, 62,2 % — особи у віці 18—64 років, 12,5 % — особи у віці 65 років та старші. Медіана віку мешканця становила 37,5 року. На 100 осіб жіночої статі у місті припадало 85,2 чоловіків;  на 100 жінок у віці від 18 років та старших — 83,0 чоловіків також старших 18 років.
Середній дохід на одне домашнє господарство  становив 37 903 долари США (медіана — 31 766), а середній дохід на одну сім'ю — 43 439 доларів (медіана — 37 026). Медіана доходів становила 32 282 долари для чоловіків та 30 401 долар для жінок. За межею бідності перебувало 19,8 % осіб, у тому числі 24,0 % дітей у віці до 18 років та 21,4 % осіб у віці 65 років та старших.
Цивільне працевлаштоване населення становило 1163 особи. Основні галузі зайнятості: виробництво — 18,7 %, роздрібна торгівля — 18,5 %, мистецтво, розваги та відпочинок — 15,4 %, освіта, охорона здоров'я та соціальна допомога — 15,3 %.